# Anamur
Anamur là một huyện thuộc tỉnh Mersin, Thổ Nhĩ Kỳ. Huyện có diện tích 1338 km² và dân số thời điểm năm 2007 là 63850 người, mật độ 48 người/km².